# Frisky Tom
Frisky Tom (フリスキー・トム?, Furisukī Tomu) è un videogioco d'azione per arcade sviluppato da Jorudan e pubblicato da Nichibutsu nel 1981. Venne convertito per le piattaforme Game Boy e Super Famicom, quest'ultima inclusa nella raccolta Nichibutsu Arcade Classics, che comprende anche Crazy Climber e Moon Cresta.
È stato emulato per la prima volta - ed è tuttora presente - nell'antologia di Hamster Corporation Arcade Archives per PlayStation 4 e Nintendo Switch.

## Modalità di gioco
In Frisky Tom il giocatore assume il ruolo di un idraulico, di nome Tom, che ha il compito di proteggere e mantenere una rete di tubi idraulici che convogliano l'acqua da un serbatoio di stoccaggio a una doccia. Tre diversi tipi di topi tentano di interrompere il flusso dell'acqua allentando i giunti per causare perdite e impostando/accendendo una bomba per far esplodere il serbatoio. Tom deve raccogliere i giunti caduti, arrampicarsi sui tubi per rimetterli a posto e spegnere la bomba prima che la sua miccia bruci fino in fondo. I topi gialli possono essere tranquillamente buttati giù dai tubi, ma diventano viola e diventano pericolosi dopo aver staccato un giunto, saltando occasionalmente dai tubi nel tentativo di colpire Tom. I topi bianchi tentano di accendere la miccia della bomba.
Il livello dell'acqua nel serbatoio diminuisce costantemente nel tempo e ogni livello termina quando è vuoto. Un contatore bonus diminuisce ogni volta che l'acqua perde dai tubi invece di fluire verso la doccia; alla fine del livello, qualsiasi bonus rimanente viene aggiunto al punteggio del giocatore.
Una vita viene persa ogni volta che Tom tocca un topo viola o esplode la bomba. Il gioco finisce dopo che tutte le vite sono state perse.